# Giharo
Giharo är en kommun i Burundi. Den ligger i provinsen Rutana, i den centrala delen av landet, 110 kilometer sydost om Burundis största stad Bujumbura.